# Альберто Серті
Альберто Серті (італ. Alberto Serti; 27 червня 1933 — 4 березня 2005) — колишній італійський професійний боксер.
Чемпіон Європи у напівлегкій вазі за версією EBU.

## Спортивна кар'єра
У професійному боксі дебютував 10 вересня 1955 року, перемігши Терезіо Каванью.
У серпні 1960 року претендував на титул чемпіона Італії у напівлегкій вазі. Оскільки бій був визнаний нічийним, чемпіонський пояс залишився за тогочасним чемпіоном Реєм Нобіле.
У серпні 1962 року, як претендент, провів бій за звання чемпіона Європи у напівлегкій вазі за версією EBU проти Грасіє Ламперті (Франція) і одержав перемогу за очками, ставши новим чемпіоном Європи.
У липні 1963 року у Кардіффі проводив перший захист титулу в бою проти Говарда Вінстона (Уельс), але програв технічним нокаутом.
У 1964 році за очками програв бій за звання чемпіона Італії Андре Сіланосу і завершив боксерську кар'єру.